# Tabernacle (Bible)
Pour les articles homonymes, voir Tabernacle.

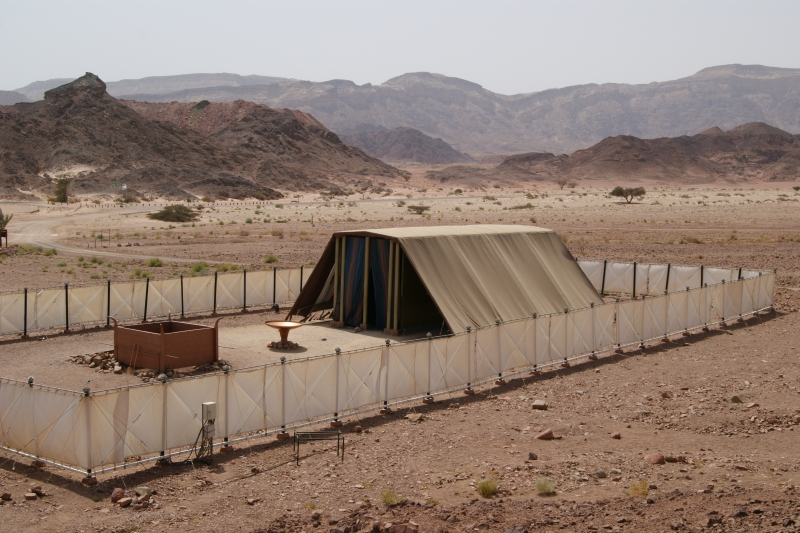
Reconstitution du Tabernacle dans le parc de Timna

Le Tabernacle originel est la tente qui abritait l'Arche d'alliance à l'époque de Moïse. Son architecte en chef, désigné directement par Dieu à Moïse, est Béséléel. Dans la Bible hébraïque et l'Ancien Testament, le tabernacle devait être l'habitation provisoire de Dieu, sa résidence et le centre de ralliement de son peuple. 
Les termes hébreux pour le désigner sont mishkan (משכן), c'est-à-dire la « Demeure », ou Tente d'Assignation (« de Rencontre ») (אוהל מועד). C'est un lieu de culte mobile pour les Hébreux depuis le temps de la sortie d'Égypte, puis de la conquête du pays de Canaan relatée dans le Livre des Juges, jusqu'à ce que ses éléments fassent partie du Temple de Salomon aux alentours du Xe siècle av. J.-C.
Le mot français « tabernacle » est dérivé du latin tabernaculum signifiant « tente, hutte ». Tabernaculum est une forme diminutive de taberna, « taverne ».
Le mot « Sanctuaire » ainsi que « tente de la rencontre » s'appliquent également au Tabernacle.

## Fonction du Tabernacle
Dans la Torah et l'Ancien Testament, le tabernacle devait être l'habitation provisoire de Dieu, sa résidence et le centre de ralliement de son peuple. Selon le Livre de l'Exode, chapitre 25, c'était une demeure visible au sein de la nation qu'il avait adoptée : « Ils me feront un sanctuaire et j'habiterai au milieu d'eux ».
Le « Saint des Saints » est la partie la plus sacrée du tabernacle, séparée par un rideau ou un voile, où seul le grand prêtre pouvait entrer une fois par an, lors de la journée de l'expiation, pour offrir un sacrifice en faveur du peuple d'Israël. (Exode|26:31-33). (Lévitique|16:2-34)
Les Lévites étaient une tribu d'Israël qui avait été choisie pour servir dans le tabernacle et plus tard dans le Temple de Jérusalem. Ils sont responsables de l'entretien du tabernacle, de la garde de l'Arche d'alliance et de l'offrande de sacrifices (Nombres|3:5-10).  (1 Chroniques|23:28-32). 

## La construction du Tabernacle
Les instructions données à Moïse pour la construction du Tabernacle sont détaillées dans la Bible, Livre de l'Exode, chapitres 25 à 27. Les chapitres 35 à 40 décrivent l’accomplissement du travail.
Brièvement exposé, le Tabernacle est une construction faite d’une série de planches de bois de sittim (acacia), recouvertes ou plaquées d’or, reposant sur des socles d’argent (traductions de la Bible par Z. Kahn et A. Crampon), et solidement retenues ensemble par des barres de même bois également recouvertes d’or.
Cette construction comporte 10 coudées de large, 10 coudées de haut et 30 coudées de long, et est ouverte sur la façade est. Elle est recouverte par une grande toile de lin blanc, entrelacée de figures de chérubins, en bleu, en pourpre et en écarlate. L’ouverture de la façade est fermée par une courtine d’une toile semblable à celle de la couverture, et est appelée « la porte » ou premier voile. Un autre rideau de la même toile, pareillement brodé de figures de chérubins, appelé « le Voile » (ou Second Voile), est suspendu de manière à diviser le Tabernacle en deux appartements. Le premier de ces appartements, le plus grand, qui mesure 10 coudées de large et 20 coudées de long, est appelé le « Saint ». Le second appartement, celui qui est en arrière, de 10 coudées de long et de 10 coudées de large, est appelé le « Saint des saints ». Ces deux appartements constituent le tabernacle proprement dit ; et une tente est élevée au-dessus pour l’abriter. Cette tente est faite d’une couverture de drap (cachemire) de poil de chèvre, d’une autre de peaux de béliers teintes en rouge, et d’une autre de peaux de veaux marins (traduction Crampon de la Bible).

## Parvis
Le Tabernacle est entouré d’une cour ou « Parvis » à l’extrémité duquel il se trouve. Ce parvis, de 50 coudées de large et 100 coudées de long, est formé par une clôture de courtines de lin, suspendues par des agrafes d’argent, placées au sommet de poteaux de bois ayant 5 coudées de haut, qui sont eux-mêmes enchâssés dans de pesants socles de cuivre (mal traduit par « airain »), et tendues, comme la tente qui couvrait le Tabernacle avec des cordes et des épingles. L’enclos tout entier est une place sainte, et, en conséquence, appelée le « Lieu Saint », ou le « Parvis du Tabernacle ». Son ouverture se trouve du côté de l’est, comme la porte du tabernacle, et on l’appelle alors la « Porte ». Cette « Porte » est de lin blanc, entremêlé de bleu, de pourpre et  cramoisi.
Les trois entrées, la « Porte du Parvis », la « Porte du Saint », et le « Voile » du Saint des Saints », sont de même toile et des mêmes couleurs. En dehors du Tabernacle et de son « Parvis », se trouve le « Camp » d’Israël, qui l’entoure de tous côtés, à une distance respectueuse.

## Le mobilier
Le mobilier du « Parvis » ne comprend que deux meubles principaux : « l’Autel d’airain ou l'autel des sacrifices *(Ex 27 v 1-8) » et la « Cuve d'airain *(Ex 30 v 17-21) », avec leurs ustensiles respectifs.
En dedans de la porte, et immédiatement en face d’elle, se trouve « l’Autel d’airain *». Cet autel en bois recouvert de cuivre mesure 5 coudées carrées et 3 coudées de haut. Divers ustensiles appartiennent à son service : « vases à feu », (appelés encensoirs), pour transporter le feu à « l’Autel des parfums », bassins (pour recevoir le sang), fourchettes, pelles, etc. Ensuite, entre « l’Autel d’airain » et la porte du Tabernacle, se trouve la « Cuve* ». Elle est faite de cuivre poli et contient de l’eau. Les sacrificateurs s’y lavent avant d’entrer dans le Tabernacle.
Le mobilier du Tabernacle se compose d’une « Table », d’un « Chandelier », d’un « Autel des parfums » dans le « Saint » ; et de l’ « Arche de Témoignage » dans le « Saint des saints ».
Dans le premier appartement du Tabernacle, le « Saint », du côté droit en entrant (nord), se trouve la « table des pains de proposition ». Elle est de bois recouvert d’or, et, sur cette table, sont placés douze pains sans levain en deux piles, avec de l’encens au sommet de chaque pile (Lévitique chapitre 24 : versets 6 et 7). Les sacrificateurs seuls peuvent manger de ce pain ; il est saint et il est renouvelé chaque septième jour ou Shabbat.
Du côté opposé à la « Table des pains de proposition », se trouve le « Chandelier », fait d’or pur battu (martelé), ayant sept branches et une lampe à chaque branche. C’était la seule lumière dans le « Saint », car la lumière naturelle est obscurcie par les voiles et les courtines et il n’y a aucune fenêtres. Ses sept lampes sont nettoyées, arrangées, pourvues d’huile, etc. par le Souverain Sacrificateur lui-même qui, en même temps, offre l’encens sur l’« Autel d’or ».
Plus loin, tout près du « Voile » se trouve un petit autel de bois recouvert d’or, appelé « l’Autel d’or » ou « l’Autel des parfums ». Là, il n’y a pas de feu, sauf lorsque le sacrificateur en apporte dans les encensoirs qui sont placés au sommet de cet « Autel d’or », et qu’il émiette l’encens dessus. Il se produit alors une fumée odoriférante ou parfum qui, remplissant le « Saint », pénétre aussi au-delà du « Second Voile, dans le Saint des saints ».
Au-delà du « Voile, dans le « Saint des saints », il n’y a qu’un seul meuble : l’« Arche d'alliance » : sorte de coffre rectangulaire, fait de bois recouvert d’or, muni d’un couvercle d’or pur, appelé le « Propitiatoire ». Par-dessus (et tirés de la même masse) figurent deux chérubins en or battu. Dans cette « Arche » (sous le Propitiatoire) sont placés le vase d’or contenant la manne, la verge d’Aaron qui a fleuri, et les deux Tables de la Loi (Épître aux Hébreux chapitre 9 verset 4). Une lumière surnaturelle apparaît sur le Propitiatoire et brille entre les chérubins, représentant la présence divine. C’est la seule lumière du « Saint des saints ».

## Galerie

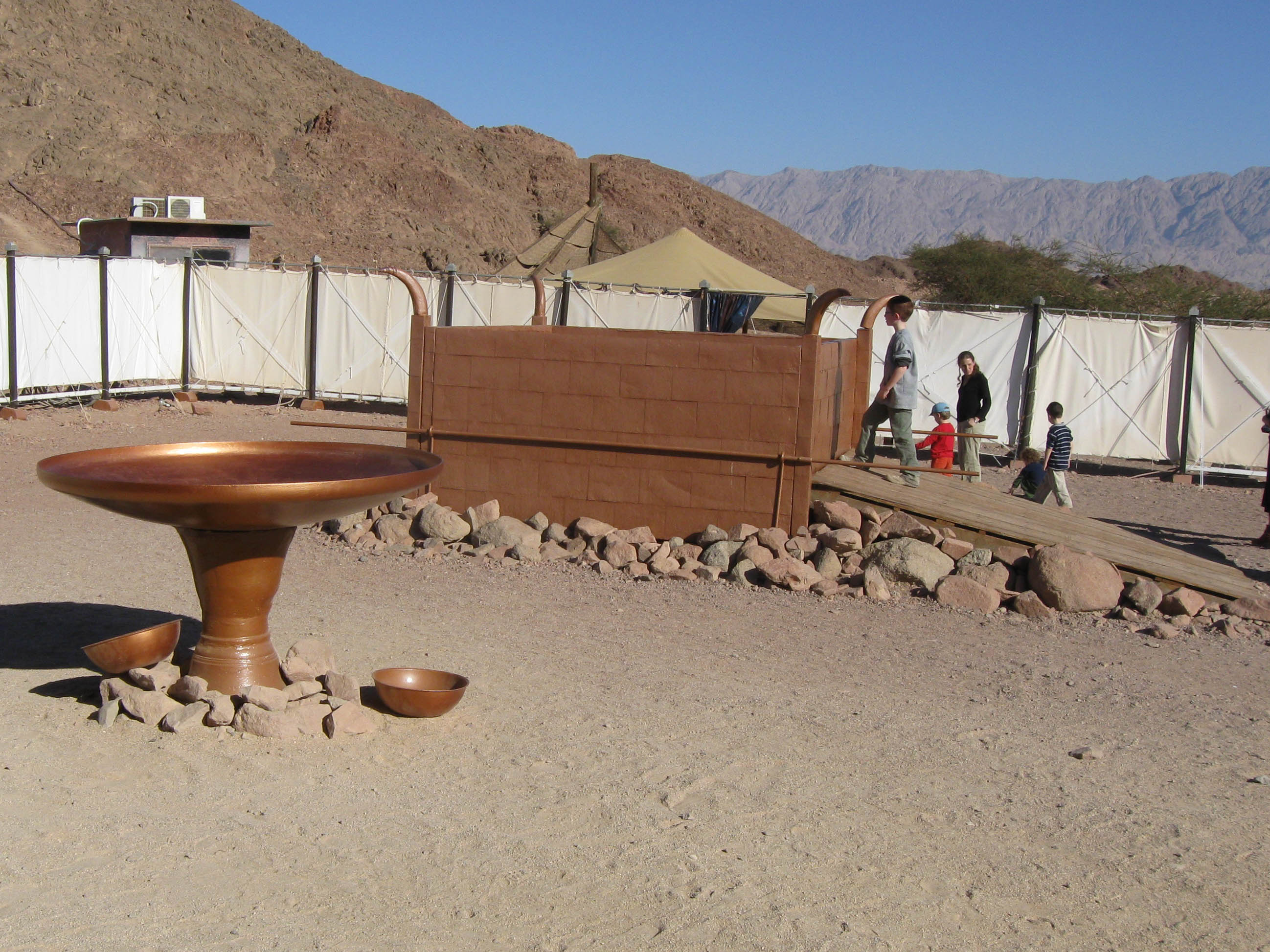
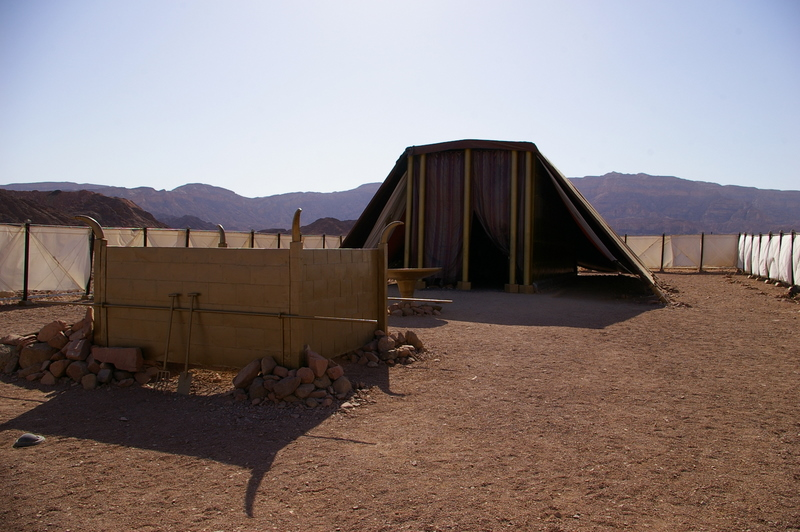
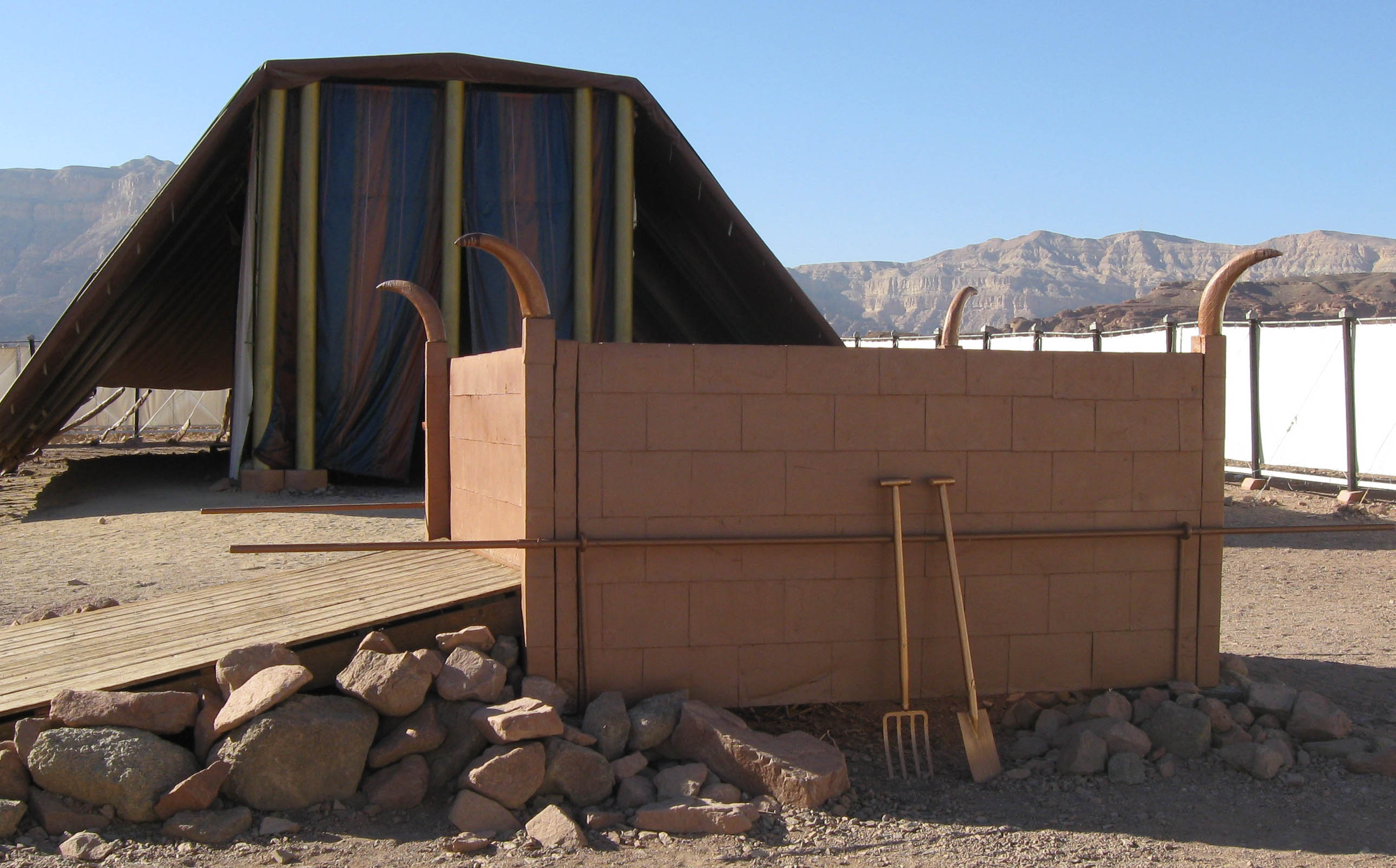
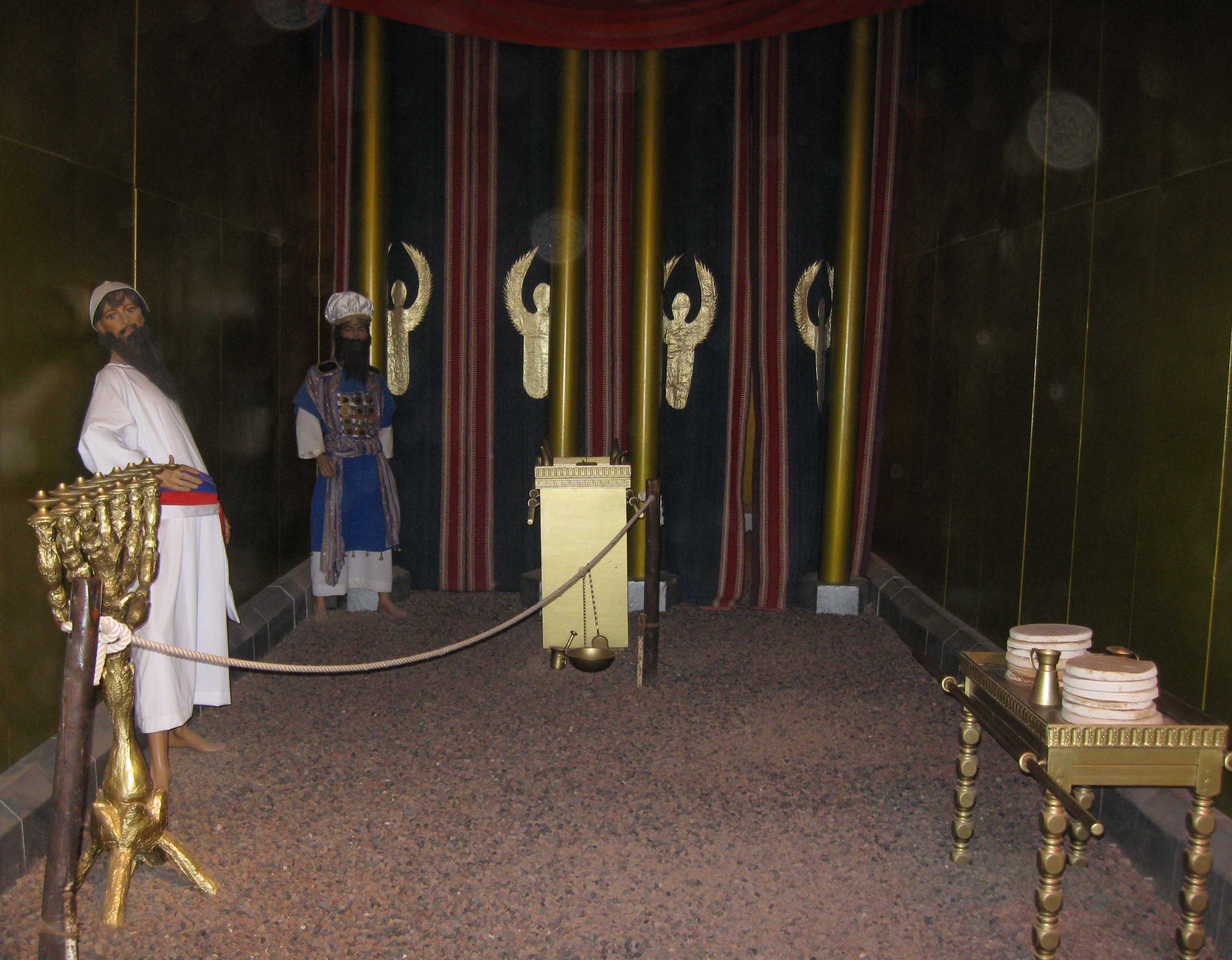
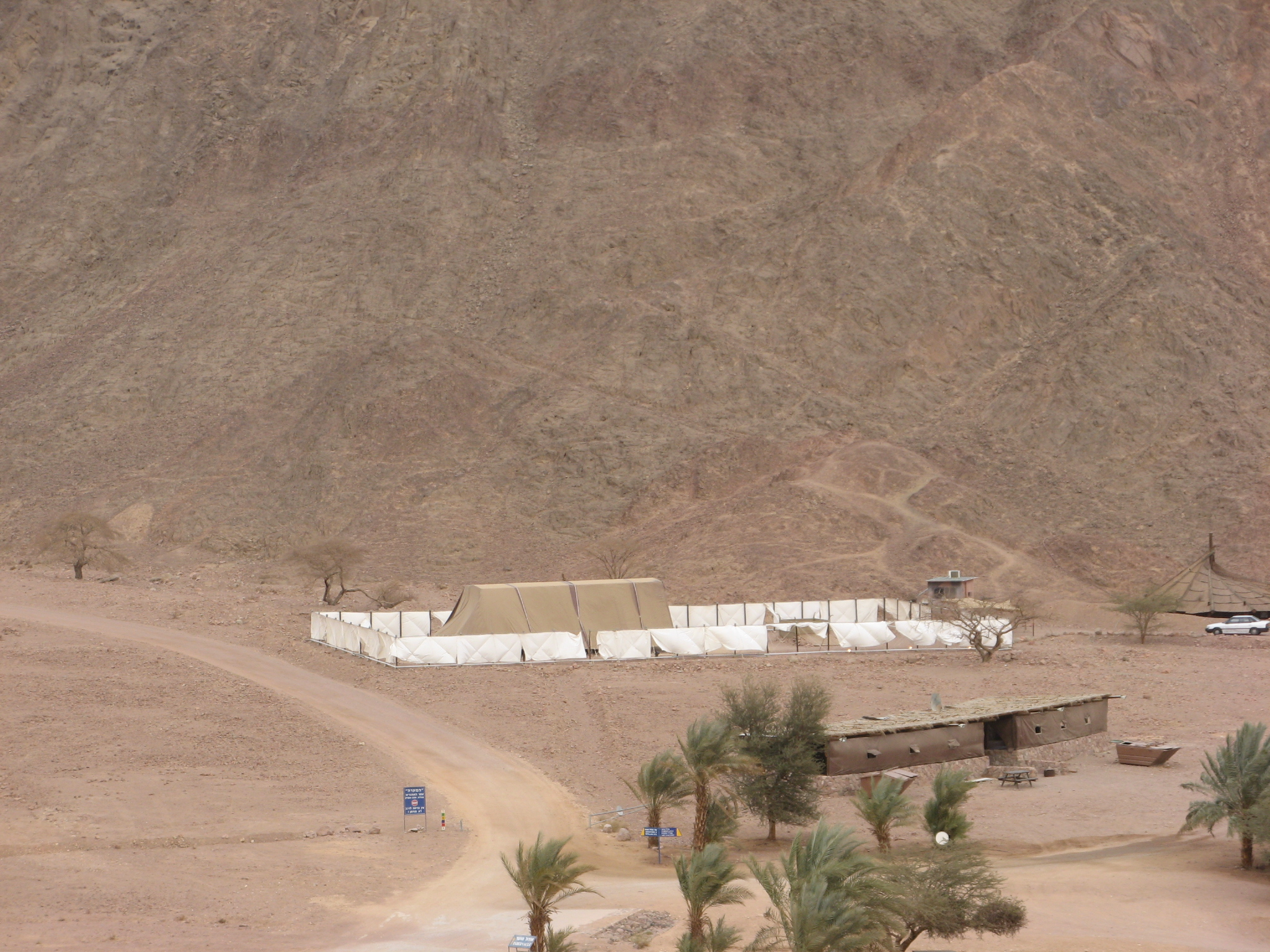